# Pierbattista Pizzaballa
Pierbattista Pizzaballa, O.F.M. (Cologno al Serio, 21 de abril de 1965) é um cardeal italiano da Igreja Católica e Patriarca Latino de Jerusalém. Ele havia sido Custódia da Terra Santa e administrador apostólico do Patriarcado Latino de Jerusalém.
Pizzaballa tem uma reputação de integridade pessoal e simplicidade; muito de seu trabalho pastoral foi com falantes de hebraico e ele tem laços estreitos com líderes judeus, embora também tenha sido um defensor vocal dos palestinos.

## Juventude e educação
Pierbattista Pizzaballa nasceu em Cologno al Serio, Bérgamo, em 21 de abril de 1965, filho de Pietro e Maria Maddalena Tadini. Entrou no seminário menor franciscano de Bolonha em setembro de 1976 e em 5 de setembro de 1984 entrou no noviciado em La Verna. Emitiu ali os primeiros votos a 7 de setembro de 1985 e os votos perpétuos em Bolonha a 4 de outubro de 1989. Licenciou-se em teologia na Pontifícia Universidade Antonianum e foi ordenado sacerdote em 15 de setembro de 1990, na Catedral de Bolonha pelo Cardeal Giacomo Biffi.
Obteve o diploma de estudos clássicos no Seminário Arquiepiscopal de Ferrara. Estudou teologia bíblica no Studium Biblicum Franciscanum em Jerusalém em 1993. Também estudou as línguas hebraica e semítica na Universidade Hebraica de Jerusalém e depois ensinou Hebraico Bíblico na Faculdade Franciscana de Ciências Bíblicas e Arqueologia em Jerusalém. Foi responsável pela publicação do Missal Romano em hebraico em 1995 e traduziu textos litúrgicos em hebraico.
Além do italiano nativo, Pizzaballa fala hebraico, inglês e árabe.

## Sacerdócio

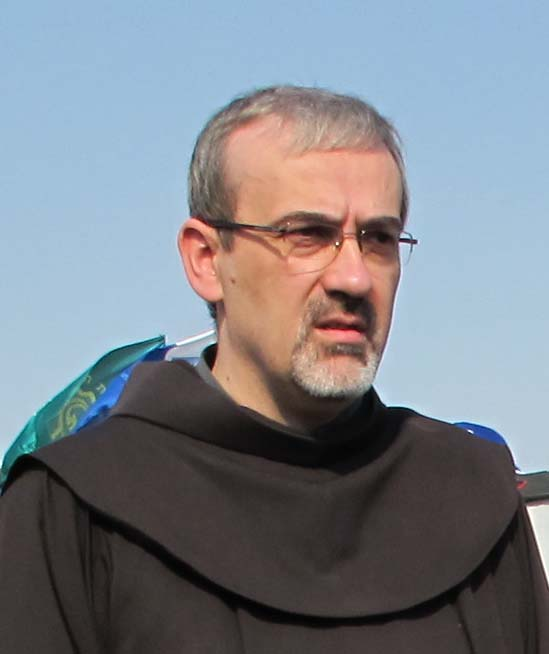
Pierbattista Pizzaballa OFM, foi guardião da Terra Santa entre 2004 e 2016.

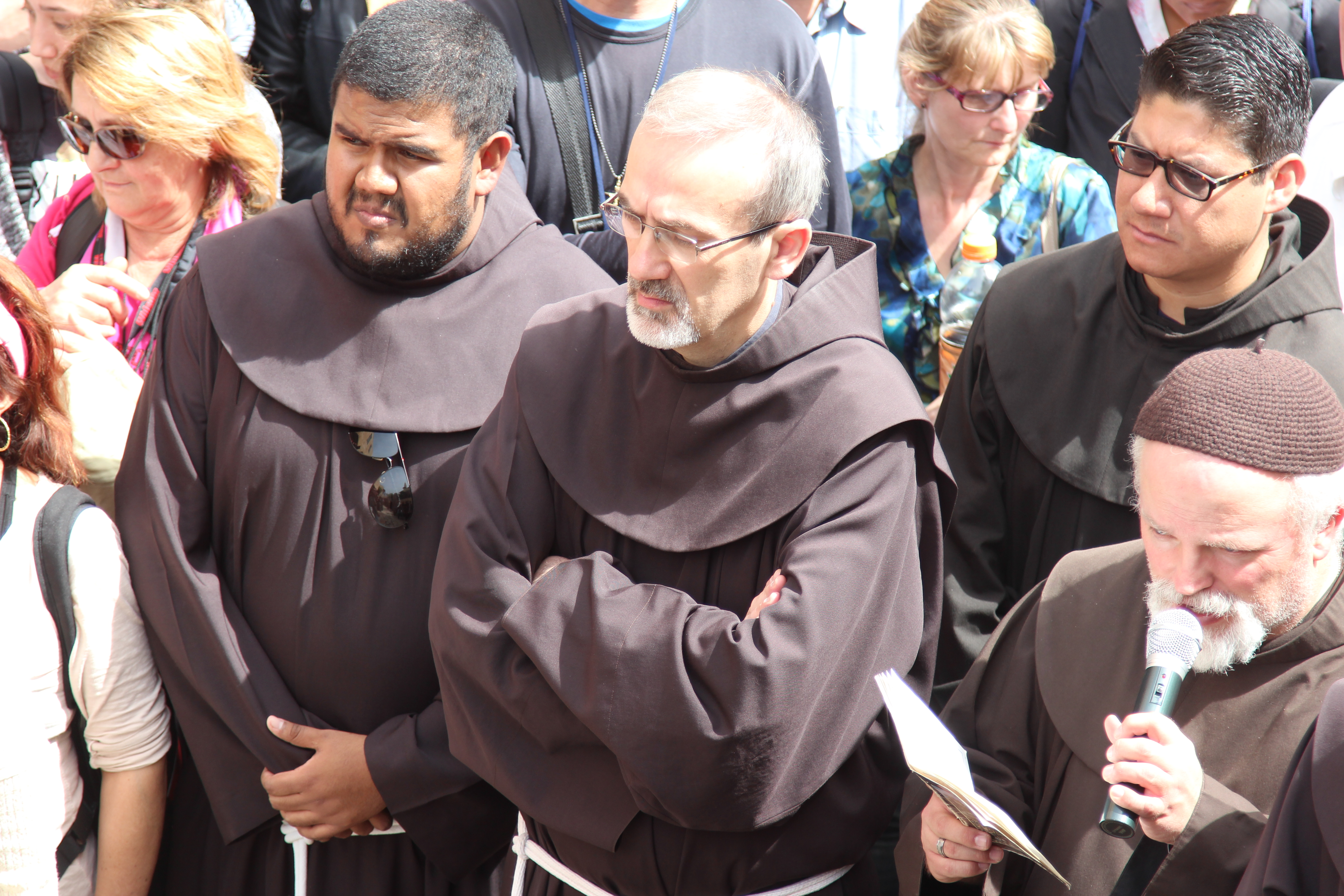
Pizzaballa durante a procissão das Estações da Cruz ao longo da Via Dolorosa na Sexta-feira Santa de 2016.

Juntou-se aos franciscanos que trabalhavam na Custódia da Terra Santa em julho de 1999 e era responsável pela pastoral dos católicos de língua hebraica. Em 9 de maio de 2001, foi nomeado Superior do Convento dos Santos Simeão e Ana em Jerusalém. De 2005 a 2008 foi Vigário Patriarcal.
Pizzaballa foi Custódio da Terra Santa, ou seja, chefe do Priorado Franciscano conhecido como Custódia da Terra Santa, de maio de 2004 a abril de 2016, tendo sido eleito para um mandato de seis anos em maio de 2004, reeleito para um mandato de três anos em março de 2010, e reconfirmado para outro mandato de três anos em 2013.
Em 2008 foi nomeado Consultor da Comissão para as relações com o Judaísmo do Pontifício Conselho para a Promoção da Unidade dos Cristãos.
Em junho de 2014, o Papa Francisco confiou a Frei Pizzaballa a organização da oração pela paz nos jardins do Vaticano, que reuniu o presidente israelense Shimon Peres e o líder palestino Mahmoud Abbas.

## Episcopado
Em 24 de junho de 2016, o Papa Francisco o nomeou administrador apostólico sede vacante do Patriarcado Latino de Jerusalém e o fez arcebispo-titular de Verbe. Em 10 de setembro de 2016, foi consagrado arcebispo pelo cardeal Leonardo Sandri, prefeito da Congregação para as Igrejas Orientais, coadjuvado pelo patriarca-emérito Fouad Twal e por Francesco Beschi, bispo de Bergamo, na Catedral de Bergamo. A nomeação de um italiano rompeu com a tradição de que tais cargos são normalmente atribuídos a membros do grupo étnico ao qual servem predominantemente, e seus predecessores imediatos foram um palestino e um jordaniano.
Em 2016, Pizzaballa ingressou na Ordem do Santo Sepulcro e tornou-se seu Pró Grão-Prior. Em 31 de maio de 2017 foi nomeado membro da Congregação para as Igrejas Orientais.
Ele dirige o Conselho de Administração da Caritas Jerusalém.
Em 24 de outubro de 2020 foi elevado a Patriarca Latino de Jerusalém, recebendo o pálio em 28 de outubro, das mãos do Papa Francisco. Fez sua entrada solene em 6 de novembro.
Em 9 de julho de 2023, o Papa Francisco anunciou durante o Angelus que o criaria cardeal no Consistório de 30 de setembro de 2023. Recebeu o barrete vermelho e a titulus de Santo Onofre.
Em 4 de outubro de 2023, foi nomeado membro do Dicastério para as Igrejas Orientais e Dicastério para a Promoção da Unidade dos Cristãos.
No transcurso da Guerra Hamas-Israel de 2023, em 17 de outubro, pediu um dia de jejum e orações, também se colocando à disposição para ser trocado por crianças mantidas como reféns do Hamas.
O Papa Leão XIV o nomeou em 3 de julho de 2025 como membro do Dicastério para o Diálogo Inter-religioso.